# Кьеркегор, Петер
Петер Кристиан Кьеркегор (дат. Peter Christian Kierkegaard; 6 июля 1805, Ольборг — 24 февраля 1888, Ольборг) — датский богослов, политический деятель и епископ епархии Ольборга с 1857 по 1875 год, старший брат философа Сёрена Кьеркегора.

## Биография
Петер Кристиан Кьеркегор родился 6 июля 1805 года в семье фермера Микаэля Педерсена Кьеркегора (1756—1838) и его второй жены, горничной Ане Сёренсдаттер Кьеркегор (урождённой Лунд; 1768—1834). Петер Кристиан был одним из семи детей в семье, позже у него на свет появился брат Сёрен Кьеркегор (1813—1855) — будущий философ. В 1826 году Петер окончил Копенгагенский университет, а в 1826 году он стал кандидатом богословия.
В 1829 году Петер защитил диссертацию в Геттингенском университете. Впоследствии он совершил ознакомительную поездку в Бонн, Утрехт, Лёвен (Лувен) и Париж.
В 1833 году он был назначен приходским священником в Вейерслев-Блидструп в муниципалете Морсе.
В 1834 году умерла мать Петера Кристиана Ане в возрасте 66 лет, и к 1835 году умерли пятеро братьев и сестёр Петера Кристиана Кьеркегора кроме Сёрена и никто из них не дожил до 33 лет, после этого Сёрен и Петер Кристиан остались только вдвоём, в 1838 году умер отец Петера Кристиана Кьеркегора в возрасте 81 года.
С 1842 года он был приходским священником Педерсборга и Киндертофте в Соре, а в 1857 году он был назначен епископом епархии Ольборга.
Он был избран депутатом ландтага в декабре 1849 года.
В 1855 году умер его младший брат Сёрен Кьеркегор от туберкулёза позвоночника.
С 4 сентября 1867 по 6 марта 1868 он был министром культуры Дании в кабинете Фрайса.
Петер Кристиан Кьеркегор скончался 24 февраля 1888 года в Ольборге в возрасте 82 лет, был похоронен в Альмене Киркегорде. Таким образом, Петер Кристиан Кьеркегор пережил всех своих братьев и сестёр, и даже пережил своего брата Сёрена на 33 года.

## Личная жизнь
В 1836 году Петер Кристиан Кьеркегор женился на Элизе Мари Буазен (1806—1837), которая умерла бездетной в следующем году. В 1841 году он вторично женился на Софии Генриетте Глан (1809—1881). У них был один ребёнок Паскаль Поуль Эгеде Кьеркегор (1842—1915).